# St. Martin (Ebenhausen)

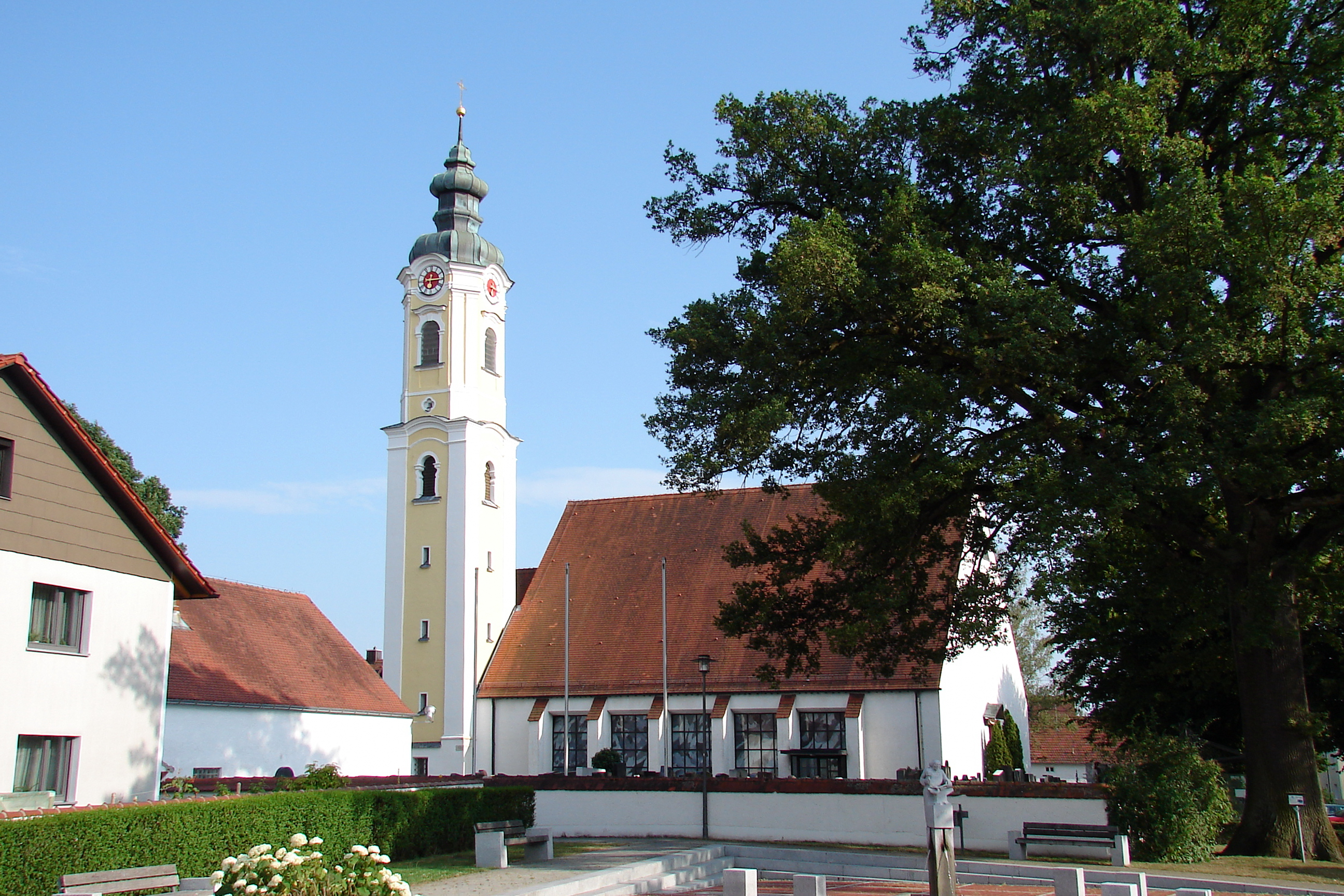
St. Martin in Ebenhausen

Die römisch-katholische Pfarrkirche St. Martin steht in Ebenhausen, einem Gemeindeteil von Baar-Ebenhausen im oberbayerischen Landkreis Pfaffenhofen an der Ilm. Das Bauwerk ist als Baudenkmal unter der Nr. D-1-86-113-5 eingetragen. Die Kirche gehört zum Dekanat Pfaffenhofen des Bistums Augsburg.

## Beschreibung
Die Saalkirche besteht aus einem modernen Langhaus, das 1963/64 nach einem Entwurf von Hansjakob Lill gebaut wurde. Die Längswände werden von Strebepfeilern gestützt, zwischen denen sich die polychromen Fenster befinden. Vom Vorgängerbau blieben der eingezogene, von Strebepfeilern gestützte Chor mit Fünfachtelschluss im Osten und im Kern der spätbarocke Chorflankenturm an der Nordwand des Chors erhalten, der 1768 nach einem Entwurf von Johann Georg Hitzelberger mit einem Geschoss, das die Turmuhr und den Glockenstuhl mit drei Kirchenglocken beherbergt, aufgestockt und mit einer Welschen Haube bedeckt wurde. 
Eine um 1600 entstandene Kreuzigungsgruppe stammt aus der Pfarrkirche Schrobenhausen. Zur Kirchenausstattung gehört eine Ahlborn-Orgel.